# Países Bajos en los Juegos Paralímpicos de Pyeongchang 2018
Los Países Bajos estuvieron representados en los Juegos Paralímpicos de Pyeongchang 2018 por nueve deportistas, cinco mujeres y cuatro hombres.

## Medallistas
El equipo paralímpico neerlandés obtuvo las siguientes medallas:
| Nombre             | Deporte      | Evento                           |
| ------------------ | ------------ | -------------------------------- |
| Oro                |              |                                  |
| Jeroen Kampschreur | Esquí alpino | Supercombinada sentado masculino |
| Bibian Mentel      | Snowboard    | Eslalon SB-LL2 femenino          |
| Bibian Mentel      | Snowboard    | Campo a través SB-LL2 femenino   |
| Plata              |              |                                  |
| Linda van Impelen  | Esquí alpino | Eslalon gigante sentado femenino |
| Lisa Bunschoten    | Snowboard    | Campo a través SB-LL2 femenino   |
| Chris Vos          | Snowboard    | Campo a través SB-LL1 masculino  |
| Bronce             |              |                                  |
| Lisa Bunschoten    | Snowboard    | Eslalon SB-LL2 femenino          |